# Revista ¡Dibus!
¡Dibus! fou una revista publicada mensualment en paper a Espanya, editada per Norma Editorial des de 2000 fins a 2015. Tenia com a finalitat ensenyar dibuix i tècniques de còmic a petits i joves, a més d'oferir còmics i articles sobre oci: videojocs, cinema, televisió. Es definia com "la revista dels joves artistes".

## Història
Va ser durant 1999 que Óscar Valiente, el fundador i director de la revista, va presentar la proposta a Norma Editorial: una revista que tractés el món dels dibuixos animats i que ensenyés als nens a dibuixar. Per a la sortida de la primera edició de la revista es partia d'una previsió de 100.000 exemplars, però es va acabar reeditant dues vegades i es van vendre 180.000 exemplars. Segueix sent el llançament de més èxit en la història de Norma Editorial. Des d'abril de 2000 la revista es va publicar mensualment sense cap interrupció. A causa de la caiguda del mercat publicitari i de les vendes de les publicacions mensuals la directiva va prendre la decisió de posar fi a ¡Dibus!, sent l'última edició la de desembre de 2014. Es van publicar 178 números i es van vendre aproximadament uns set milions d'exemplars durant els catorze anys de vida de la revista, el que la converteix en la de més durada de la seva temàtica a Espanya.

## Contingut
La revista presentava moltes seccions destinades a fomentar la part artística i la creativitat dels lectors, on s'ensenyaven diferents tècniques artístiques i trucs per millorar els esbossos i dibuixos. ¡Dibus! comptava també amb seccions destinades a comentar els programes i sèries de moda, els videojocs o els llibres més actuals del moment. ¡Dibus! es caracteritzava per la interrelació dels lectors amb la revista. Els lectors podien enviar tant cartes com dibuixos perquè fossin publicats i es realitzaven concursos de dibuix i sortejos de llibres i de videojocs. La revista, a més, oferia una àmplia varietat de sèries de còmics de gran qualitat; aquests eren en format de tires, pàgines completes i historietes per capítols (amb un argument que avançava mensualment, és a dir, a mesura que sortien noves edicions de la revista).

## Principals sèries[2]
- Alienados (Dani Cruz)
- ¡Animalada! (Pau, 2001)
- Calvin y Hobbes (Bill Watterson)
- Dibújalo (Athos & Enriquecarlos, 2001)
- Dino Kid (David Ramírez, 2000)
- Gaviotas (Bonache)
- Gronaldo Bocanada. De dragón a caballero (Athos & Enrique Carlos, 2001)
- J.J. y Be (Athos & Enriquecarlos, 2001)
- Kid Paddle (Midam)
- La pandilla de Dibu (Àlex López)
- Las dibuclases del Maestro Picosso (Ricardo Peregrina, 2007)
- MiniMonsters (David Ramírez, 2000)
- Pequeños Diablos (Olivier Dutto)
- Porquinho (Àlex López)
- Pun Tarrota (Jan, 2000-2001)
- Supertron (Jan, 2002-2003)
- Tom (Daniel Torres)
- Zoé en el País de las Hadas (Bernardo Vergara & José Luis Ágreda, 2000)
- Zumbaos (Juan Carlos Bonache)

## Principals col·laboradors[2]
Darío Adanti, José Luis Ágreda, José Miguel Álvarez, Athos, Juan Carlos Bonache, Dani Cruz, Jim Davis, Olivier Dutto, Enriquecarlos, Álex Fito, Jan, Álex López, Midam, Pau, Ricardo Peregrina, David Ramírez, Daniel Torres, Bernardo Vergara i Bill Watterson.